# Teatro Principal de Mahón
El Teatro Principal de Mahón (en catalán, Teatre Principal de Maó) es el teatro de ópera más antiguo de España. De propiedad municipal, fue construido en el año 1829 por el arquitecto italiano Giovanni Palagi, aprovechando los restos de la  muralla que rodeaba la ciudad de Mahón. El diseño es el de un clásico teatro italiano en forma de herradura, factor que resulta clave para una acústica inmejorable. Durante los 180 años de actividad continua, ha sufrido diferentes modificaciones y reformas que lo han ido adaptando a las necesidades de cada época. La  última reforma data del año 2001, en la que  el teatro fue objeto de una rehabilitación integral que lo dotó de todas las instalaciones, infraestructura técnica y servicios propios de un teatro moderno.
La capacidad del recinto es de 837 localidades,  sin embargo  160 son de visibilidad reducida, a causa de su tipología. Cuenta con personal laboral estable y gestión independiente, a través de la Fundación del Teatro Principal de Mahón, creada en 2001 por el Ayuntamiento de Mahón, que tiene la condición de Patrón Fundador.

## Historia
Hay suficientes datos aislados para afirmar que, durante el siglo XVIII, los espectáculos de ópera y de teatro empiezan a representarse con una cierta frecuencia en la ciudad de Mahón, pero, al mismo tiempo, no dejan de ser eso, pinceladas inconexas que, hasta la fecha, no han permitido reconstruir una historia del teatro en Mahón, mínimamente completa, durante este período, ni respecto al tipo de espectáculos o funciones, ni de los edificios que los acogían. 
Unas pinturas que se conservan en el Museo de las Artes Decorativas de París representan un Teatro de la Comedia de Mahón, durante la época de la ocupación francesa en la isla. Se trata de dos cuadros muy interesantes, puesto que muestran una sala de espectáculos desde dos puntos de vista: en el escenario se está representando la comedia Le malade imaginaire, de Molière; en la sala, un público numeroso y acomodado disfruta de la obra. También unos programas coetáneos describen algunas piezas teatrales representadas a un Theatre de la Comedie a Mahon; nunca se ha podido localizar físicamente este edificio, la situación más aproximada del cual sería la que aparece en un plano inglés que lo sitúa en la calle de Sant Bartomeu, por otro lado conocida popularmente como “calle de la comedia”, precisamente por la tradición oral de la existencia de este teatro que nunca se ha podido demostrar documentalmente. Otras referencias en crónicas o diarios completarían este panorama de un período todavía poco conocido en referencia a este tema. Del siglo XIX sí se tiene documentación completa de la construcción de un teatro y sala de bailes en un antiguo baluarte de las murallas, emplazado exactamente en el solar del actual Principal. Este primer edificio se reconstruirá totalmente el año 1820, puesto que desde 1817 empiezan a tener continuidad las temporadas de ópera italiana y se hace necesario disponer de un nuevo local que pueda acoger con comodidad a un público cada vez más numeroso. La obra se hizo bajo la dirección del artista Miquel Comas, pero en pocos años este edificio también resultaría escaso y se plantearía la construcción de una nueva planta. 

### El edificio actual
El año 1829, el espectáculo operístico se había arraigado con fuerza entre la sociedad mahonesa, y el teatro construido diez años atrás resultaba insuficiente para representar adecuadamente las nuevas obras líricas que llegaban de Italia. El empresario de ópera Giovanni Palagi, establecido en Mahón desde hacía unos años, fue el autor del proyecto y el impulsor de la empresa que llevaría adelante la construcción de un teatro al estilo de los italianos, ubicado en lugar del anterior. 
El nuevo edificio se inaugura el 15 de diciembre de 1829 y tiene una capacidad para casi mil espectadores. La sala tiene forma de herradura y el patio, con un palmo de inclinación, va rodeado de 16 arcos que sustentan tres pisos de palcos más el del gallinero. Los maestros Alfons Hernández y Josep y Pere Pons realizan la obra, dirigida por Palagi, mientras que la decoración escénica va a cargo del artista ciudadelano Andrés Galbis. Durante todo el siglo XIX se introdujeron mejoras en el teatro. El año 1845 se amplía con la adquisición de algunos inmuebles colindantes; el año 1859 se reforma interiormente y se construye la fachada neoclásica y en el año 1894 es dotado de alumbrado eléctrico. 
A principios del siglo XX se adecúan sus instalaciones a las nuevas normas de seguridad y, tras la Guerra Civil, se debe proceder a una gran restauración para arreglar los desperfectos ocasionados por una bomba, caída a la altura del escenario. Poco después, en la misma década de los cuarenta, se adquirieron diferentes inmuebles de la costa de Deyá para ampliar las zonas de servicios complementarios y mejorar los sistemas de seguridad. 
En los años 1980, coincidiendo con los 150 años de existencia, se realiza una remodelación que sin duda resulta insuficiente para un edificio que se ha mantenido en activo durante un siglo y medio y que empieza a notar el paso del tiempo. Ante la convocatoria de un programa de rehabilitación de teatros históricos por parte del MOPTMA, se decide asumir una importante obra de restauración que cerrará el teatro durante casi cinco años. 
La rehabilitación ha devuelto el esplendor al antiguo teatro ochocentista, que conserva todo el encanto de la época, pero, a la vez, lo dota de nuevas tecnologías e instalaciones para afrontar los montajes más vanguardistas. La sala del público y la fachada central, de piedra del país, conservan sus características, pero se ha rehecho el perímetro de todo el conjunto. En la parte posterior se sitúan los modernos servicios de camerinos, ascensor y equipamiento técnico, y en la parte frontal se amplía la zona de recepción y circulación del público —con espacios diáfanos y agradables para la interrelación de los espectadores— y los servicios adecuados para atenderlos. 
La inauguración de las obras, el junio de 2001, devolvía a la ciudad de Mahón, y a toda Menorca, un teatro preparado para afrontar el nuevo siglo.

### Los telones de boca del Principal
A lo largo de su historia, el Teatro Principal ha tenido tres telones de boca. Cuando se inaugura el edificio actual, en el año 1829, la decoración escénica se encarga al artista ciudadelano Andreu Galbis, que realiza un telón con una representación de Aurora, del cual no hay más constancia que los datos aportados por los documentos de la época. Se desconoce su destino y el tiempo que se utilizó.
Lo cierto es que un segundo telón, denominado “de las cortinas rojas”, dataría también de aquellos primeros años de existencia del coliseo mahonés. Este telón, que se restauró para la inauguración de las obras de rehabilitación del año 2001, representa un grupo de tres figuras femeninas que encarnan la comedia, la tragedia y la danza, enmarcadas por unos cortinajes rojos, de aquí su nombre popular. Los autores de este telón, son desconocidos. 
El tercero de los telones que ha tenido el teatro se realiza con motivo de la visita de la reina Isabel II a Menorca, el año 1860. Entre los múltiples actos previstos para homenajear a los soberanos, destacaba la función extraordinaria que se realizaría en el Principal, con la representación de las óperas Il trovatore e I Lombardi. El teatro había sido motivo de una profunda reforma para acoger el cortejo real, y se había encargado al pintor y escenógrafo menorquín Francesc Pons y Alzina la ejecución de un telón de boca conmemorativo de la regia visita. El telón representa la España coronada de laurel, en medio de las columnas que forman sus armas; algunas arquitecturas completan el conjunto, que va enmarcado por unos cortinajes verdes, motivo por el cual es conocido, en contraposición al anterior, como “el telón de las cortinas verdes”. La calidad artística de la obra fue motivo de grandes elogios en la época, confirmados y reiterados en la actualidad, por el profesor Miquel Massip, restaurador de los dos telones, así como del bambalinón. 
Esta última pieza, que sirve para reducir el espacio de la embocadura del escenario, está decorada con el escudo de armas de la ciudad de Mahón y unos medallones con los bustos de algunos personajes relacionados con la música y el teatro. Posiblemente fue realizado por el escenógrafo italiano Gaetano Labó, que estuvo en Mahón la temporada de 1854-1855. El hecho que un teatro tenga más de un telón de boca, según voces autorizadas, resulta bastante insólito, si no posiblemente único.

### Talia
Con motivo de las obras de rehabilitación del Teatro Principal, se proyectó instalar una escultura relacionada con el edificio, que, además de llamar la atención sobre la situación del coliseo —un poco escondido entre la trama urbana—, fuera a la vez, una extensión de las artes hacia la calle, más allá del mismo edificio del Teatro. 
La elección del artista ciudadelano Maties Quetglas para realizar esta empresa pareció clara desde el primer momento, tanto por el prestigio del artista como por el hecho que Mahón no disfrutaba de ninguna obra suya. El tema a representar también fue evidente desde un principio: una figura que tuviera que ver con el mundo del teatro y, por esto, la mejor elección fue la musa Talia, que desde la antigüedad representa la comedia. 
Así nació la Talia del Teatro Principal de Mahón: una figura femenina, un poco andrógina, en bronce, de tres metros de altura, de líneas clásicas, situada sobre un pedestal justo en el punto dónde finaliza la fachada antigua y empieza la prolongación de la fachada de nueva creación. Inaugurada el mes de mayo de 2001, un mes antes de la reinauguración del Teatro, su silueta permanece ya totalmente unida a la imagen del Principal.